# Качка екваторіальна
Качка екваторіальна (Pteronetta hartlaubii) — вид водоплавних птахів родини качкових (Anatidae). Поширений у Африці.

## Поширення
Трапляється в екваторіальній Західній та Центральній Африці від Гвінеї та Сьєрра-Леоне через Нігерію до Південного Судану на сході та на південь до Габону, Республіки Конго і ДР Конго. Мешкає в невеликих річках і ставках у тропічних і галерейних лісах. Також зустрічається в прибережних водах, у мангрових лісах і в більш сухих саванах. Зазвичай літає поодинці або невеликими групами.